# Rachel Gitai
Rachel Gita'i (hebräisch רָחֵל גִּתָּאִי-פּיזֶם Rachel Gittaʾī-Pīsem, * 1954 in Afula) ist eine israelische Künstlerin, Autorin, Journalistin, Fotografin, Dozentin und Verhaltenswissenschaftlerin.

## Biografie
Die Familie Gitai stammt aus Osteuropa. Ihre Eltern, Rivka (Riva) Rosenblit geb. Schmuʾelowitz und Noah Rosenblit geb. Schechter, waren Überlebende des Holocausts. Ihre Mutter wurde in Riga geboren, ihr Vater in der Stadt Rosewood in Galizien. Im Alter von 14 Jahren floh er in die Sowjetunion und verlor seine gesamte Familie. Er war Partisan und in der Roten Armee und wanderte später nach Israel aus. Rachels Mutter heiratete Rachels Vater, nachdem er aus zwanzig Metern Höhe in ein Gebäude in Nescher gestürzt war, was ihn fürs Leben behinderte und dazu führte, dass Rachel als Mädchen auf ihn aufpassen musste.
Rachel wurde 1954 in Afula als Rachel Rosenblit geboren und wuchs in Kiryat Amal auf. Als sie zwei Jahre alt war, zogen ihre Eltern nach Haifa und sie besuchte die Schule Maʿale haCarmel. Schon in jungen Jahren begann sie, sich mit Kunst zu beschäftigen. Sie wuchs im Haus ihres Großvaters, des zweiten Ehemanns ihrer Großmutter, auf. Ab der siebten Klasse besuchte sie die Reali-Schule. Gitai studierte von 1972 bis 1975 Allgemeine Literaturwissenschaft an der Universität Haifa, den Bachelorabschluss erhielt sie 1975, während sie weiterhin mit Gustav Kurtz bis zum Alter von 21 Jahren zusammenarbeitete. Er wurde zum paralympischen Athleten. Ihren Militärdienst absolvierte sie im Militärinternat in der Nähe der Reali-Schule als akademische Lehrerin für Englisch. In Beit Biram, der Oberabteilung der Reali-Schule, baute sie das Louis Arieli Photography Laboratory auf und betrieb es von 1975 bis 1982. Auf Wunsch der Schulleiter Simcha Nahir und Yitzhak Shapira bildete das Labor die Grundlage für Kommunikationswissenschaft des Gymnasiums.
Gitai war Lehrassistentin des Fotografen Yosef Cohen sowie Schülerin von Aryeh Rotman (Gravur), Dina Merhav (Grafikdesign), Emanuel Zeltzer (Zeichnung) und wurde stark von den Forschungen des Gründers Avraham Kamp des Instituts für Kunst und Judentum beeinflusst. Und auch in der Allgemeinen Literatur mit Abba Tzuriel (Theater) und Michal Friedman (Film und Medien).
Ihr Masterstudium umfasste eine Arbeit über die Wechselbeziehungen zwischen geschriebener und verfilmter Kinderliteratur. Sie forschte gemeinsam mit Aliza Shenhar zur Volksliteratur. Im Alter von 23 Jahren begann sie, an der Universität Haifa, dem Oranim College und dem WIZO College über ihre Forschungen zu Kreativität, Medien und Medien zu unterrichten. 1977 absolvierte sie eine Ausbildung zur Kunstlehrerin, 1979 einen Master in Lehrplanung. In den Jahren 1982–1984 promovierte sie in naturwissenschaftlicher Lehre bei Arie Perlberg und lehrte gleichzeitig das Thema Selbstkonfrontation im Video und produzierte und veranstaltete mit Studierenden Ausstellungen zu visueller Kommunikation und Mediensprache und Illustrationen in Kinder- und Jugendliteratur. Außerdem studierte sie die Kabbala. 1984 zog sie mit ihrer Familie nach Südafrika und stellte in beiden Ländern aus. In Südafrika war sie auch als Kunstberaterin beim Aufbau privater und öffentlicher Kunstsammlungen tätig. Während ihres Aufenthalts in Südafrika leitete sie das Organic Village, wo sie Kunst (Orthemia) eine Methode des Lichts und der Energie Bryanston Organic Village Market lehrte. Das Dorf wurde 1978 von einer anthroposophischen Gruppe gegründet. Die Gründerin des Dorfes, Cindy Spencer, wandte sich an Gitai, nachdem sie mit ihren Kunstwerken in Berührung gekommen war. Bis heute beschäftigt sie sich mit Gesundheitsberatung, Naturheilkunde, Präventivmedizin, Kräuterkunde, Naturheilkunde und Homöopathie. 1994 wurde sie zur Direktorin des Art and Design Institute of Oranim College ernannt. Darüber hinaus arbeitete sie auch als professionelle Diagnostikerin in den Verhaltenswissenschaften und spezialisierte sich auf Körperarbeit versus Geist und die Integration von Kunst als Teil des Lebens, womit sie 1995 ihre Doktorarbeit in Verhaltenswissenschaften verfasste. Sie eröffnete eine Klinik für ihre Arbeit in Verhaltenswissenschaften und Körper versus Geist. 1995 wurde sie auch zur Leitung von Beit Baba gewählt, Naamats größtem Gemeindezentrum in Israel in Qiryat Eliʿezer. Sie ist Witwe von Rabbiner Yigʾal Pisem (1941–2019) von Chabad.

## Künstlerischer Stil
Rachel Gitais Werke sind beeinflusst vom goldenen Zeitalter des spanischen Judentums und ihrer Forschung, dem Code of Ilion (De ilion code) und den Werken von Künstlern der Renaissance. Gitai hat verschiedene Maltechniken entwickelt. Seine Ölarbeiten bestehen aus Schichten reiner Ölfarben. Sie verwendet Messerpaletten und Techniken, die intensive Designkompositionen und Farben schaffen. Sie bezieht die meiste Inspiration aus der Zahl Sohar und den zwölf Steinen des Brustpanzers. Ihre Arbeiten zeichnen sich auch durch die Verwendung von Untertönen aus.

## Künstlerische Karriere
Seit 1975 hatte sie regelmäßig Einzelausstellungen und nahm an Gruppenausstellungen in Israel und im Ausland teil.

## Ausstellungen
- Universität Haifa, Kunstgalerie - Jahresausstellung. 1975
- Jeder Mann, Einzelausstellung, Herrenhaus-Kaffee-Galerie. Achuza, Haifa 1976
- Tafnit Art Gallery, Kiryat Motzkin 1988
- Caro Galerie, Achuza, Haifa, 1989
- Tamaro Galerie, Herzlia Pittuach 1999
- Les Art International, Einzelausstellung Natalie Knight Gallery, Südafrika, 1988–1990
- Einzelausstellung Art Gallery in Namur Gardens, Südafrika
- Einzelausstellung in der Austin Gallery of Art, Südafrika
- Einzelausstellung in der Futur Classic Gallery, Johannesburg
- Einzelausstellung in der Forma Output Gallery
- Von 1989 bis 1992 nahm sie im Rahmen der South African Artists’ Association an monatlichen Gruppenausstellungen am Lake ZOO LAKE sowie an Gruppenausstellungen im anthroposophischen Dorf Brainson teil.

## Publikationen
- Masterarbeit M.A. Kinderliteratur The Relationship between the Written and Filmed Version, University of Haifa, 1979
- Artikel über Medien, verbale Bilder, Kreativität und Illustrationen in der Kinderliteratur, Universität Haifa. WIZO-College. Oranim-Kolleg 1978–1982.
- Selbstkonfrontation im Video Zusammenfassende Studie für den Haifa Technion PhD 1984
- Eine Artikelserie über visuelle Konzepte, Denken und Kommunikation, Veröffentlichungen des Kaufhauses Haifa, Adam und sein Haus, ein Designmagazin. Tel Aviv, 1985–1988
- Michael Meyer, interessante Kunstwerke verfügbar in Artikel von MA Meyer über Rachel Gitai, Pretoria Südafrika 7. April 1989
- Rachel wird Seidenwände kleiden, Interview mit Rachel Gitai von Sue Millard. Pretoria, Südafrika 17. Mai 1989
- Abstrakt Pierre Lady, Südafrika 6/1989
- Ein Editorial über Rachel Gitais Kunst von Genital South Africa, August 1989
- Rezension zu Rachel Gitais Ausstellungen von N. Nussoff, The Jewish-Pretoria Newspaper, Südafrika August 1989
- Ein Artikel über die künstlerischen Techniken von Rachel T. Langfeld. „Garten und Haus“, Südafrika. August 1990
- Beatat monatlich. Publikationen aus Südafrika. September 1990.